# Bogertophis
Bogertophis este un gen de șerpi din familia Colubridae.

Cladograma conform Catalogue of Life:
| Bogertophis | \| \| Bogertophis rosaliae \| \| \| \| \| \| Bogertophis subocularis \| \| \| \| |
|             | \| \| Bogertophis rosaliae \| \| \| \| \| \| Bogertophis subocularis \| \| \| \| |
|             | Bogertophis rosaliae                                                             |
|             |                                                                                  |
|             | Bogertophis subocularis                                                          |
|             |                                                                                  |

## Galerie

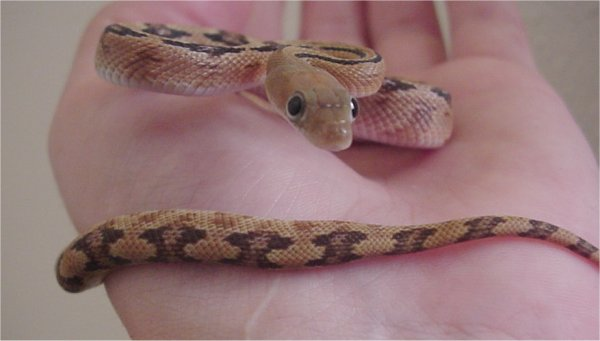